# Балатенловаш
Балатенловаш - палеолітичне поселення мустьєрської культури в Угорщині. 
Відкриті дві шахти середнього палеоліту, у яких добувалися лимонит і гематит - забарвлювачі. У шахтах знайдено більше сотні знарядь із рогів і костей шляхетного й гігантського оленя (сокири, вістря, лопатки). Із цих шахт у давнину було витягнуто близько 25 м³ барвників .